# Pablo Zarnicki
Pablo Zarnicki (ur. 12 listopada 1972) – argentyński szachista, arcymistrz od 1994 roku.

## Kariera szachowa
W 1992 roku zdobył w Buenos Aires tytuł mistrza świata juniorów. W 2001 zajął III miejsce w memoriale Miguela Najdorfa. W 2002 zdobył brązowy medal na mistrzostwach Argentyny w Pinamarze oraz zajął II miejsce w turnieju B memoriału Jose Raula Capablanki w Hawanie. W 2003 podzielił II miejsce w otwartym turnieju w Buenos Aires.
W latach 1992–2006 pięciokrotnie reprezentował Argentynę na olimpiadach szachowych. Na swoim koncie posiada srebrny medal, który zdobył za indywidualny wynik na IV szachownicy podczas olimpiady w Moskwie w 1994 roku.
Najwyższy ranking w karierze osiągnął 1 lipca 1995, z wynikiem 2570 punktów zajmował wówczas 1. miejsce wśród argentyńskich szachistów.